# Capi dell'esecutivo di Macao
Dalla sua istituzione nel 1999 i capi esecutivi di Macao a succedersi sono stati tre. Il capo esecutivo di Macao è Ho Iat-seng dal 2019.
| Nr. | Ritratto | Nome (Nascita-Morte)               | Mandato          | Mandato          | Termine | Termine |
| --- | -------- | ---------------------------------- | ---------------- | ---------------- | ------- | ------- |
| 1   |          | Edmund Ho Hau-wah 何厚鏵 (1955)    | 20 dicembre 1999 | 20 dicembre 2009 | 2       |         |
| 2   |          | Fernando Chui Sai-on 崔世安 (1957) | 20 dicembre 2009 | 20 dicembre 2019 | 2       |         |
| 3   |          | Ho Iat-seng 賀一誠 (1957)          | 20 dicembre 2019 | in carica        | 1       |         |